# Udea lerautalis
Udea lerautalis is een vlinder uit de familie van de grasmotten (Crambidae), uit de onderfamilie van de Spilomelinae. De wetenschappelijke naam van deze soort is voor het eerst voorgesteld door Claude Tautel in een publicatie uit 2014.
De soort komt voor op Corsica.